# Китайські різьблені печатки
Китайські різьблені печатки (印章, іньчжан) — традиційні печатки, вирізьблені з каменю або інших твердих матеріалів, зазвичай з ієрогліфічними написами. Відбиток такого друку є «підписом» і засвідчує волевиявлення власника печатки, яким може бути як правитель чи державний чиновник, так і приватна особа. Використовувалися з глибокої давнини (II тисячоліття до н. е.) до XX століття. Стали предметами мистецтва та колекціонування.

## Виникнення
Історія китайських печаток (印章) перегукується з династією Інь (1562—1027 рр. до н. е.). Тоді віщуни вирізьблювали свої прогнози на панцирах черепах, створюючи найдавніші зразки китайської писемності «цзяґувень». Тоді ж китайці почали вирізьблювати свої імена на домашньому начинні та документах (з дерева чи бамбука), щоб позначити приналежність їх до того чи іншого господаря. Потім з'явилося гравіювання персональних імен на кістці, нефриті чи дереві — власне те, що зараз мається на увазі під китайськими печатками.
Слід зазначити, що виникнення мистецтва вирізьблення печатки тісно пов'язане з каліграфією, оскільки саме каліграфічні шрифти використовуються для гравіювання текстів на печатках. І саме каліграфічні шрифти потім були повністю запозичені різьбярами.
Каліграфія є не тільки невід'ємною частиною різьбленої печатки, як такої, а й одним із факторів її подальшого розвитку. З розвитком каліграфії змінювалася форма різьблених печаток (оскільки при появі нових шрифтів доводилося змінювати розмір поверхні, що гравіюється, щоб було можливо дотриматися естетики гравіювання), їх розмір і зовнішній вигляд.
В імперії Цінь (221—206 рр. до н. е.) печатки набули тих специфічних рис, які стали їм характерні протягом усього існування імператорського Китаю, тобто до 1911 р.
Поряд із живописом, каліграфією та поезією, різьблена печатки традиційно вважається одним із чотирьох унікальних китайських мистецтв, що становлять культурну спадщину Китаю. Як і в інших країнах, печатки в Китаї використовувалися як офіційними особами чи інститутами, так і приватними особами. Починаючи з епохи царств, що б'ються (475—221 ст. до н. е.) печатка стала неодмінним атрибутом призначення імператором чи князем будь-якого чиновника на якусь посаду. Печатки стала уособленням соціального статусу та влади. Приватні особи використовували печатки для засвідчення, підпису, затвердження письмових документів, або просто як символ удачі та фінансового благополуччя, тобто чим майстернішим було вигравіювано печатку і чим дорожчим був матеріал, із якого вона була виготовлена, тим багатшим вважався її власник.
За Цинь печатки стали важливим свідченням гідності людини, її місця в державній ієрархії. Розмір, матеріал, сам напис суворо регламентувалися. Саме тоді склалися три розряди печаток, що отримали кожна свою назву: «сі» (玺 xi) — імператорська печатки, зазвичай нефритовий ; «інь» (印) — печатка володарів і князів, спочатку золота; «Чжан» (章 zhang) — печатки вельмож і генералів. Відомо також, що печатки були широко поширені на початку епохи Царств, що б'ються в діловій практиці, а також як символи влади і соціального статусу. На печатках на той час зазвичай вирізьблені імена їх власників чи назви державних установ.
Печатки часто носили на поясі, тому вони мали бути невеликими та зручними у користуванні. Ця популярність печаток спонукала вчених імперії Сун (960—1279 рр.) залишати відбиток своєї печатки на створених ними творах як доказ їхньої автентичності. З тих пір печатки стали складовою традиційного китайського мистецтва і згодом — витонченим видом мистецтва самі по собі. Також колекціонери нерідко ставили свої печатки на твори, які перебували в їхньому володінні. Як пише Одрі Ван у своїй статті «Печатка схвалення»: печатка від високопоставленого або знаменитого колекціонера збільшує цінність роботи.
Так само печатки використовувалися не лише в мистецтві, а й у політиці. Так окремі чжурчженські вожді, вступаючи з киданською або корейською владою в різні відносини того чи іншого ступеня підпорядкованості, отримували від своїх покровителів печатки, що засвідчують присвоєне їм посадове звання. В «Історії Цзінь» міститься колоритне оповідання, можливо, недостовірне в деяких деталях, про те, як Угунай збирався прийняти від Ляо звання цзедуші і печатку, а родові старійшини проти цього. В «Історії Коре» повідомляється про те, як деякі чжурчженські вожді, бажаючи змінити покровителя, просили обміняти свої киданські печатки на корейські. Печатки були настільки цінні, що при захопленні столиці поряд із імператорськими регаліями вивезли як трофеї і деякі сунські державні печатки, так само як і різьбярів печаток.
Найцікавішим є те, що печатки також є живим і нетлінним відображенням розвитку китайської писемності, оскільки найраніші печатки — за часів династій Цінь і Хань — різьбилися з використанням хвилястого шрифту чжуань. Тому різьблення печаток досі іноді називають ще чжуаньке — «різьблення хвилею». З розвитком писемності для печаток використовувалися нові шрифти. І зараз печатки можна різьбити практично будь-яким стилем.
Особливий статус печаток у Китаї також ілюструє той факт, що їм приділяється особливий розділ у музейних експозиціях, а у вузах по всій країні їм присвячується особливий курс. Китайська Асоціація граверів випускає власні видання, влаштовує лекції, семінари та виставки, що підтримують інтерес до цього суто національного мистецтва.

## Різновиди китайських різьблених печаток
Здебільшого всі печатки мають квадратну форму і поділені на три частини. Прикрашену область на вершині друку називають рукояттю. Простір від лицьової частини друку до рукоятті називають тілом печатки, а основу печатки, на якій вигравіювано ієрогліфи, називають лицем друку. Назва самих печаток може бути пов'язана з їх зовнішнім виглядом, наприклад, велику роль відіграють їх форма та розміри. Декілька гарних прикладів таких печаток: «Чуань дай інь» (печатка зі шнурком), печатки «Мати-дитина», дай гу інь (печатка «Гак») та шестисторонні печатки.

Ієрогліфи на всіх печатках пишуться справа наліво і від вершини вниз до основи. Але також існують деякі інші способи розташування ієрогліфів на печатці, наприклад, як на печатках «Паліндром».

Печатка вана японської країни На
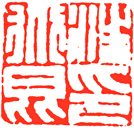
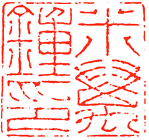
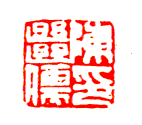
Печатка епохи Мін
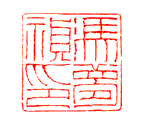
Печатка з Пізньої Лян

### Печатки бай вень
Бай вень або глибока печатка 白文 — це такий різновид печаток, на яких ієрогліфи вигравіювані дуже глибоко. Ці печатки переважно виконувалися з каменю чи металу. Їх також називали інь вень 阴文 або інь ке 阴刻. Для печаток бай вень використовувалася червона паста, тому на відбитках таких печаток були зображені білі ієрогліфи на червоному тлі.

### Печатки чжу вень
Чжу вень або рельєфні печатки 朱文 — це печатки, вигравіювані таким чином, що ієрогліфи видаються вперед на тлі решти лицьової частини печатки (створюють рельєф). Вони також називаються ян вень 杨文 або ян кэ 杨刻. На відбитках таких печаток слід залишають лише ієрогліфи та рамка, решта простору печатки біла.

### Печатки чжу бай інь
Чжу бай інь 朱白印 — це печатка, у композиції якої наявні як елементи бай вень, так і елементи чжу вень. Здебільшого в такому стилі було виконано двосторонні печатки ханської епохи. Ієрогліфи з меншою кількістю рис зазвичай виконувались у стилі бай вень, а ієрогліфи з великою кількістю рис виконувались у стилі чжу вень.
Слід зазначити, що цей вид друку й досі популярний. І багато сучасних різьбярів використовують його для виготовлення печаток.

### Двосторонні печатки та печатки чуань дай інь
Двосторонні печатки 两面印 — одна з форм древніх печаток, також звана чуань дай інь 穿带印. Чуань дай інь — це печатка зі шнурком. Тіло такого друку вирізняється невеликою шириною, воно має отвір у центрі для стрічки або шнурка, оскільки такі печатки носили на поясі. У печатках чуань дай інь вершина та основа є лицьовими частинами (рукоять відсутня). На одній із лицьових частин зазвичай писали імена, а на іншій псевдоніми чи прізвиська. Така форма була цілком поширена для давніх печаток. Найбільшу популярність вона набула під час династії Хань.

### Печатки «Мати-дитина» та «Піхви»
Печатка «Мати-дитина» 字母印 — це печатка, що складається з кількох (двох і більше) великих та маленьких печаток. Печатки такого виду найчастіше зустрічалися в ханську епоху та епоху Шести Династій. Верхівка таких печаток зазвичай декорована рукояттю у вигляді тварин, найчастіше черепах. Печатка, яка була більшого розміру називалася «Мати» і її рукоять була виконана у вигляді тварин жіночої статі, а тіло такої печатки було порожнім. Печатка меншого розміру називалася «Дитина» і рукоять такої печатки була виконана у вигляді дитинчати тварини. Печатка «Дитина» містилася в порожнє тіло друку «Мати», що створювало враження материнських обіймів. Ось чому складові печатки такого роду отримали таку специфічну назву.
Крім композиції з двома різними рукояттями, існувала композиція печатки «Мати-дитина», при якій рукоять печатки «Мати» була виконана у вигляді тіла тварини, а рукоять печатки «Дитина» у вигляді голови цієї тварини. Таким чином, коли печатки з'єднувалися, образ тварини набував закінченої форми. При династії Хань печатки «Мати-дитина» вважалися різновидом печаток «Піхви». Печатки такого виду також, як і печатки «Мати-дитина», складалися з кількох печаток, які збиралися в єдиний елемент.

### Печатки дай го інь
Дай гоу інь 带钩印 — печатки з гаком. Гак був аксесуаром, який китайці носили на талії. Зазвичай його виготовляли з металу і він мав форму літери «S». Один кінець гака був декорований у вигляді голови дракона, а інший у вигляді тіла дракона з великим животом. Фігура дракона стояла на квадратній основі, яка слугувала лицьовою частиною печатки. Зазвичай на ній було вигравійовано ім'я власника. Такі печатки слугували як предмет посвідчення особистості господаря.

### Шестисторонні печатки
Шестисторонні печатки 六面印 досить незвичайні та своєрідні. Вони мають форму куба, на одній з лицьових сторін якого є видатна частина, яку називають «петлею». Петля являє собою ще один маленький куб, на вершині якого є одна лицьова сторона, яка слугує безпосередньо, як печатка. А ближче до місця кріплення «петлі» та великого куба є отвір для шнурка, так що шестисторонні печатки можна носити на поясі. Усі сторони великого куба, крім тієї, до якої прикріплена «петля», заповнені ієрогліфами. У результаті така печатка може залишити шість різних відбитків, внаслідок чого така печатка отримала свою назву.
Була популярна як і в Північних, так і в Південних династіях.

### Печатки «Паліндром»
Паліндром — це такий різновид печаток, написи на яких читаються не справа наліво, як прийнято за стандартами виготовлення печаток, а по колу. Існує безліч способів досягти такого ефекту. Найпоширеніший з них — це вигравіювати ієрогліфи проти годинникової стрілки, замість того, щоб розташувати їх у дві лінії. У печатках «Паліндром» ієрогліфи читаються спочатку справа наліво, а потім зліва направо.